# Keston
Keston is een wijk (tevens een ward) in het Londense bestuurlijke gebied Bromley, in het zuidoosten van de regio Groot-Londen. Er staat een standerdmolen, gebouwd in 1716.

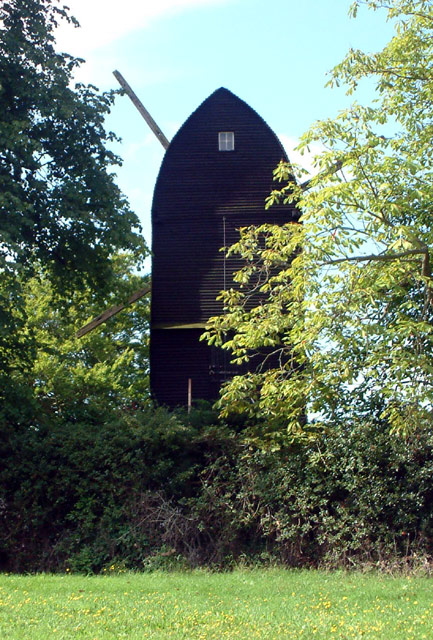
Molen op Keston